# Леополд фон Кюенбург
Леополд Мария Йозеф Йохан Непомук Франц де Паула Венцел фон Кюенбург (на немски: Leopold Maria Josef Johann Nepomuk Franz de Paula Wenzel Graf von Küenburg; * 24 октомври 1741, Залцбург; † 11 август 1812, Тршебич, Бохемия) е граф от род Кюенбург в Австрия.

## Произход и наследство
Той е големият син на граф Франц Йозеф Венцел Йохан Непомук фон Кюенбург (1714 – 1793) и съпругата му фрайин Анна Мария фон Фирмиан (1718 – 1790), дъщеря на фрайхерФранц фон Фирмиан и графиня Елизабет фон Тун. Роднина е на Франц Фердинанд фон Кюенбург (1651 – 1731), архиепископ на Прага (1711 – 1731). По-малките му братя са неженения Зигизмунд Йозеф (1754 – 1839) и Ернст Йозеф Ернст (1762 – 1838).
Графовете фон Кюенбург притежават от 1670 до 1960 г. двореца Кюенбург (или също Фронбург) в Залцбург, който ок. 1670/80 г. е ново образуван и разширен от граф Йохан Йозеф фон Кюенбург.

## Фамилия
Първи брак: на 9 януари 1763 г. в Пасау с графиня Фридерика Мария Анна фон Валдщайн-Вартенберг (* 6 януари 1742, Духцов, Бохемия; † 27 януари 1803, Залцбург), дъщеря на граф Франц Георг фон Валдщайн-Вартенберг (1709 – 1771) и графиня Мария Йозефа Терезия фон Траутмансдорф (1704 – 1757). Те имат един син:
- Йохан Непомук Йозеф Гандолф Алойз Марцелинус (* 9 януари 1774, Залцбург; † 1 август 1838, Юнг-Вошиц), женен I. за Анна Крауз (* 1773; † 17 януари 1806, Прага), II. на 2 февруари 1813 г. в Прага за фрайин Мария Барбара Ербе фон Еренбург (* 7 юли 1785; † 22 януари 1850, Прага) и има с нея син:
  - Карл Йозеф Йохан Непомук Максимилиан (* 6 август 1815, Прага; † 6 декември 1884, Линц), който има трима сина

Втори брак: на 14 май 1804 г. в Прага с фрайин Мария Йозефа Маловец и Косор (* 14 ноември 1771, Слапово; † 15 февруари 1856, Прага), дъщеря на фрайхер Леополд Маловец и Косор и фрайин Йозефа фон Форгач. Бракът е бездетен.